# Кобелев, Павел Денисович
Павел Денисович Кобелев (1793—1877) — генерал-лейтенант, участник Отечественной войны 1812 года, командир 5-го округа Отдельного корпуса внутренней стражи.

## Биография
Родился в 1793 году, происходил из дворян Тверской губернии. Образование получил во 2-м кадетском корпусе, из которого 2 февраля 1809 года выпущен прапорщиком в 4-й егерский полк. В рядах этого полка Кобелев принимал участие в Отечественной войне 1812 года и последующем Заграничном походе 1813 года.
Продолжая службу в 4-м егерском полку, Кобелев последовательно получил чины майора (в 1820 году), подполковника (в 1829 году) и полковника (1833 году).
По расформировании в 1833 году полка, Кобелев был назначен командующим резервной бригадой 9-й и 10-й пехотных дивизий. 1 декабря 1835 года за беспорочную выслугу 25 лет в офицерских чинах был награждён орденом св. Георгия 4-й степени (№ 5135 по кавалерскому списку Григоровича — Степанова).
Произведённый 8 сентября 1843 года в генерал-майоры, в следующем году Кобелев получил должность окружного генерала 5-го округа Отдельного корпуса внутренней стражи, в 1855—1856 годах также командовал 3-м округом Отдельного корпуса внутренней стражи; 2 февраля 1859 года произведён в генерал-лейтенанты.
Среди прочих наград Кобелев имел ордена св. Станислава 1-й степени (1849 год), св. Анны 1-й степени (1851 год) и св. Владимира 2-й степени (1858 год).
В 1861 году зачислен в запасные войска и в мае 1876 года окончательно вышел в отставку. Скончался в Москве 30 января 1877 года, похоронен на кладбище Новодевичьего монастыря.

## Награды
- Орден Святой Анны 3-й степени (1826)
- Орден Святого Владимира 4-й степени (1831)
- Орден Святого Станислава 2-й степени (1835)
- Орден Святого Георгия 4-й степени за 25 лет выслуги в офицерских чинах (1835)
- Орден Святой Анны 2-й степени (1838)
- Знак отличия за XXX лет беспорочной службы (1842)
- Орден Святого Владимира 3-й степени (1846)
- Орден Святого Станислава 1-й степени (1849)
- Орден Святой Анны 1-й степени (1851); императорская корона к ордену (1856)
- Знак отличия за VL лет беспорочной службы (1855)
- Орден Святого Владимира 2-й степени (1858)

## Семья
Был трижды женат. Первая жена — Елизавета Петровна, урожд. Мансурова; вторая — Ольга Михайловна, урожд. Пучкова (ум. 14 августа 1856 на 33-м году жизни); третья — Екатерина Сергеевна. В первом браке родился сын:
- Александр Павлович Кобелев (1838—1897) — генерал-лейтенант, главный начальник инженеров русской армии.

Его внук (от дочери Елизаветы) — Н. И. Астров, городской голова Москвы в марте — июле 1917 г. В мемуарах Н. И. Астрова приводятся сведения о П. Д. Кобелеве в последние годы его жизни. Правнук — конструктор советской бронетехники Н.А. Астров. Его внук (от дочери Елены) — П. Г. Виноградов, историк-медиевист и правовед, ординарный профессор Императорского Московского университета и Оксфордского университета.